# Verschneidung (Informatik)
Unter Verschneidung versteht man die Überlagerung von Themenebenen (Layer) oder Objektklassen. Es werden mittels Boolescher Operationen neue Objekte gebildet, die die Attribute der Ausgangsobjekte kombinieren. Die Verschneidung ist eine wichtige Funktion in Geoinformationssystemen.
Beispiel 1: Durch Verschneidung von Katastergrenzen, Adressen und Luftverschmutzungs- oder Lärmzonen kann man die betroffenen Personen eruieren und in wichtigen Fällen warnen.
Beispiel 2: Flächenfindung für geplante Deponie: Die gewünschte Eigenschaften sind u. a. wasserundurchlässiger (toniger) Untergrund, festgelegte Entfernung von Siedlungsgebieten und Gewässern, sowie ein maximales Gefälle von 5 %. Durch Verschneidung der Layer „Geologie“ (bzw. Boden), „Siedlung“ (mit Pufferzonen), „Gewässer“ (mit Pufferzonen) und „Hangneigung“ (Klassifikation) erhält man (gegebenenfalls) verschiedene Flächen auf die besagte Eigenschaften zutreffen. Aus diesen kann man anhand weiterer Kriterien eine geeignete Fläche auswählen.
Es gibt verschiedene empirische Formeln zur Abschätzung der bei einer Verschneidung resultierenden Polygonzahl, hier ein Beispiel für zwei Layer:
{\displaystyle \mathrm {n} =\mathrm {m_{1}} +\mathrm {m_{2}} +2\cdot {\sqrt {(\mathrm {m_{1}} \cdot \mathrm {m_{2}} )}}}
mit n = resultierende Flächenzahl, m = Flächenzahl eines Layers
Ein häufig auftretendes Problem bei der Verschneidung sind Sliver-Polygone.